# Scleria aromatica
Scleria aromatica är en halvgräsart som beskrevs av Earl Lemley Core. Scleria aromatica ingår i släktet Scleria och familjen halvgräs. Inga underarter finns listade i Catalogue of Life.